# Lithoprocris hamon
Lithoprocris hamon là một loài bướm đêm thuộc phân họ Arctiinae, họ Erebidae.